# 용남면
용남면(龍南面)는 대한민국 경상남도 통영시의 면이다. 신구 거제대교를 사이에 두고 거제시와 연접한 통영의 관문이다. 부산광역시 및 동부 경남으로 오고갈때도 남해안 고속도로가 아닌 거제도와 거가대교를 경유하는 경우가 많아서 대중교통의 요충지이다. 통영에서 100 or 143번 버스 탑승하여 용남면을 지나서 대교(신촌) 환승센터에서 하차한다. 거제 시내버스로 고현까지 이동하여 거기서 신평/사상/김해공항행 시외버스를 탑승하면 환승저항은 있어도 통영~서부산 직통보다 훨씬 차비를 절약할 수 있다. 만약 연초에서 2000번 버스를 이용하여 부산 사하구로 가려면 고현에서 하차할때 교통카드 환승을 찍어야 한다. (고현터미널 연초 이전에 대해서는 현제로썬 경제성 문제로 감감무소식)  삼면이 청정해역으로 굴, 미역 등 수산양식업이 발달해 있다. 해안일주도로(14.5 km)가 위치해 있어서 조깅, 산책 등 웰빙 건강 코스로 각광을 받고 있다. 또한 법원, 검찰청, 통영구치소, 충렬 여.중고 등 공공기관과 통영 IC가 위치한 통영의 관문이다.

## 연혁
거제도와 견내량으로 경계를 이루는 통영시 육지의 가장 동쪽에 위치한 용남면은 원래 고성현 지역이었으나 때로는 거제현에 속하기도 했던 것으로 사료되며, 조선 후기 이 고장에서 삼도수군통제영이 설치된 후인 1677년 숙종 3년에 고성현 춘원면으로 편성되었다. 그러다가 1900년 광무 4년 이 고장이 고성군으로부터 분리되어 진남군이 설치되자 진남군 동면, 1909년 융희 3년 진남군이 용남군으로 개칭되자 용남군 동면, 그리고 일제강점기 초기인 1914년 다시 용남군이 통영군으로 개칭됨에 따라 통영면으로 개칭되었다. 1917년 통영면의 동부인 무전리, 동달리, 원평리, 화삼리, 장평리, 삼화리, 장문리, 지도리, 어의리, 창호리의 10개 리를 용남면으로 분리하였다. 1953년 거제군이 복군됨에 따라 창호리는 거제군 사등면에 편입되고, 1973년 무전리는 충무시에 편입되었으며, 1995년 통영군과 충무시가 통영시로 통합됨에 따라 통영시 용남면이 되었다.

## 행정 구역
- 동달리
- 원평리
- 장평리
- 장문리
- 삼화리
- 화삼리
- 지도리
- 어의리

## 교육
- 충렬여자고등학교
- 충렬여자중학교
- 장문초등학교(폐교) : 용남면 장문로 179 (장문리)
- 용남초등학교
- 원평초등학교
- 원평초등학교 어의분교(폐교) : 용남면 어의길 143 (어의리)
- 원평초등학교 지도분교(폐교) : 용남면 지도해안로 303 (지도리)
- 원평초등학교 해간분교(폐교) : 용남면 해간길 55 (장평리)

## 시설
- 창원지방법원 통영지원
- 창원지방검찰청 통영지청

## 주거
아파트
- 한림건설 통영 용남 한림풀에버 (화삼리) : 입주미정.